# Saint-Firmin (Alte Alpi)
Saint-Firmin è un comune francese di 449 abitanti situato nel dipartimento delle Alte Alpi della regione della Provenza-Alpi-Costa Azzurra.
Si trova all'inizio della Valgaudemar ed all'interno del parco nazionale des Écrins.

## Società

### Evoluzione demografica
Abitanti censiti